# 埼玉県道250号森林公園停車場武蔵丘陵森林公園線

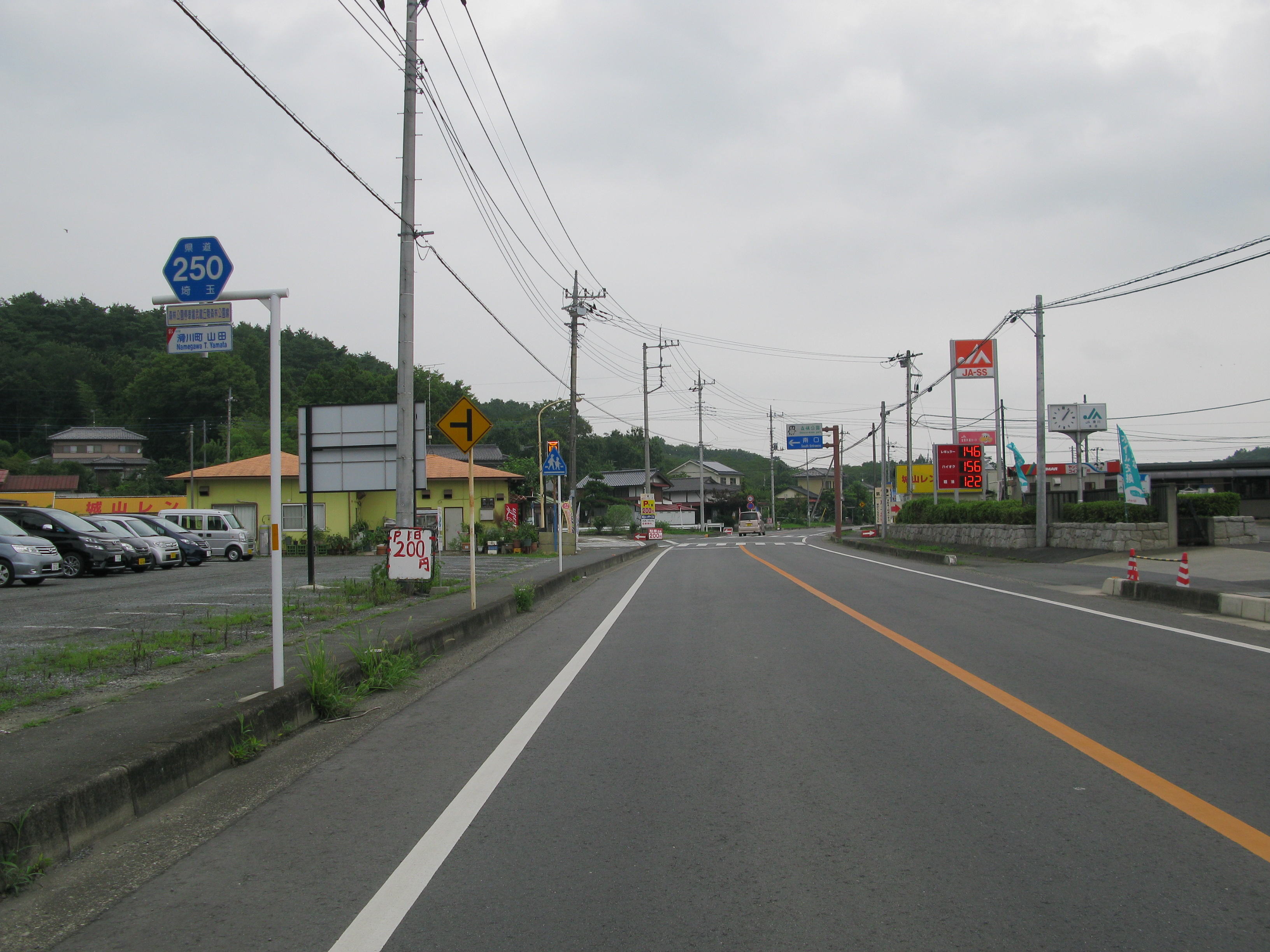
滑川町山田地区

埼玉県道250号森林公園停車場武蔵丘陵森林公園線（さいたまけんどう250ごう しんりんこうえんていしゃじょうむさしきゅうりょうしんりんこうえんせん）は、埼玉県比企郡滑川町内に設定されている県道である。

## 路線概要
- 起点：森林公園停車場
- 終点：滑川町大字山田（埼玉県道307号福田鴻巣線交点）
- 総距離：2,738m

## 通過する自治体
- 埼玉県
  - 比企郡滑川町

## 接続・交差する主な道路
- 埼玉県道47号深谷東松山線「森林公園駅入口交差点」
- 埼玉県道307号福田鴻巣線「山田交差点」

## 沿線
- 東武鉄道東上本線 森林公園駅
- 武蔵丘陵森林公園
- 東松山カントリークラブ